# 马丹乌帕齐拉
馬丹乌帕齐拉是孟加拉国內德羅戈納縣的一个乌帕齐拉，位於邁門辛专区的內德羅戈納縣。。

## 人口
據1991年孟加拉國人口普查，馬丹共有戶數21808戶，人口117,613人。其中男性佔比50.99%，女性佔比49.01%；成年人口58127人。該地7歲以上人口之平均識字率為18.7%。